# Crimen en Venezuela

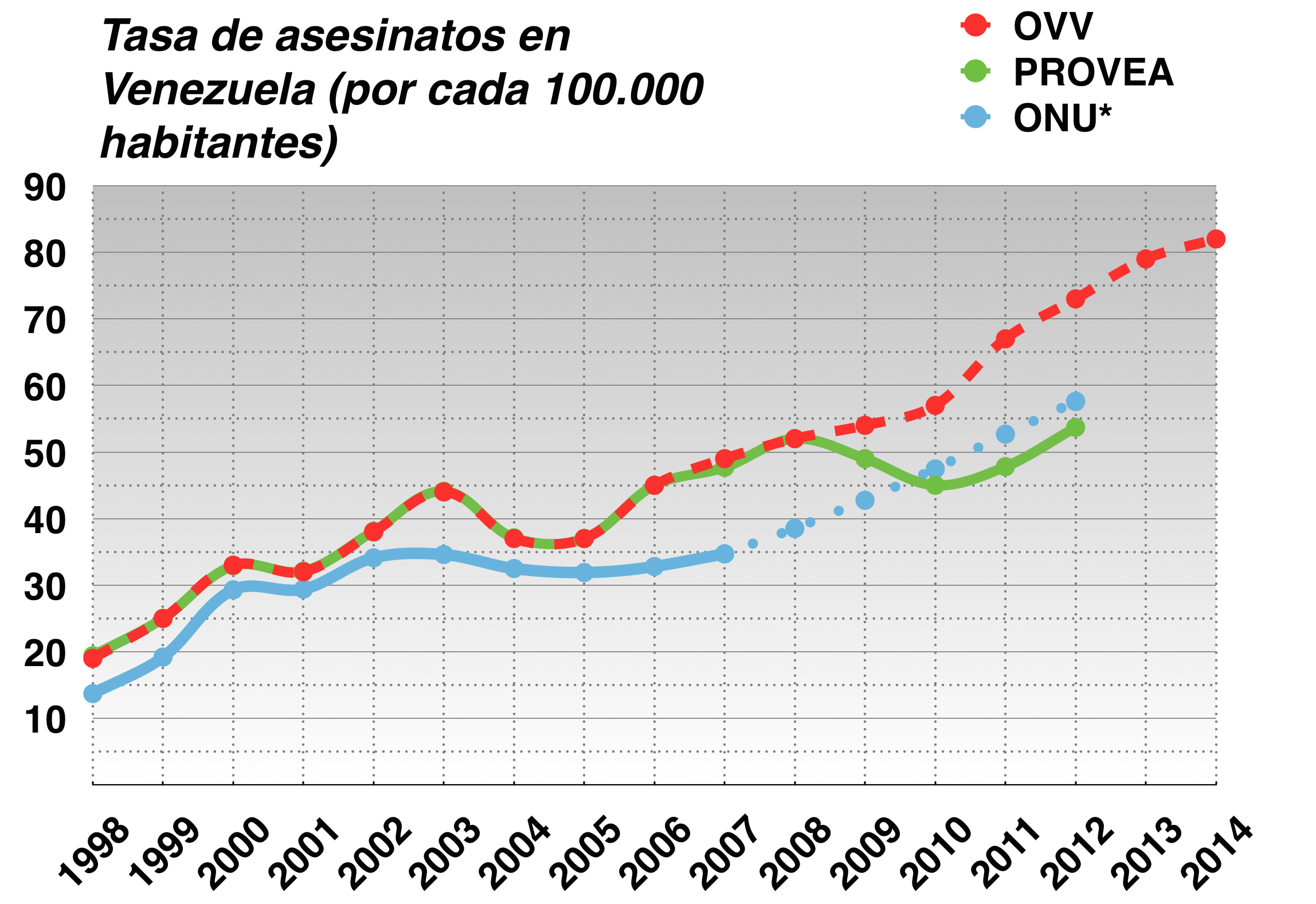
Tasa de asesinatos (asesinatos por 100,000 habitantes) desde 1998 hasta 2013.
Fuente: OVV, PROVEA, UN
* La línea de la ONU entre 2007 y 2012 son datos proyectados.

El crimen en Venezuela es un problema generalizado que afecta a todo el país. Venezuela fue clasificada como la nación más insegura del mundo por Gallup en 2013, exponiendo Naciones Unidas que este tipo de problemas se debe a la mala situación política y económica del país. La tasa de homicidios es también una de las más altas del mundo, superando incluso a la de países como Colombia, México o Brasil. En 2008, varias encuestas indicaban que el crimen era la principal preocupación de los votantes. Encuestas realizadas en 2014 por Gallup, mostraron que sólo el 19% de los venezolanos se sentía seguro caminando solo durante la noche, con casi un cuarto de los encuestados indicando que ellos o algún miembro de su familia habían sido atracados en el último año. El Departamento de Estado de los Estados Unidos, definió a Venezuela como un país de "origen, tránsito, y destino para hombres, mujeres y niños objeto de tráfico sexual y de personas". Las mayores tasas de crimen se encuentran en los 'barrios' o 'ranchos' al caer la noche. Delitos menores como robo de carteras son frecuentes, especialmente en el sistema de transporte público en Caracas. Como resultado de los altos niveles de delincuencia, los venezolanos han visto obligados a cambiar sus formas de vida, debido a las grandes inseguridades que experimentan continuamente.
En 2009 el gobierno de Venezuela creó un cuerpo de seguridad llamado Policía Nacional Bolivariana y la Universidad Nacional Experimental de la Seguridad. Grupos de derechos humanos mostraron su escepticismo respecto a la efectividad de los esfuerzos policiales del gobierno. En mayo de 2013, el Presidente Maduro inició el Plan Patria Segura con el objetivo de reducir el crimen y garantizar la seguridad en todo el país, aunque el plan tuvo que ser reiniciado un año más tarde después de la destitución del ministro del Poder Popular para el Interior, Justicia y Paz. Las cifras de 2018 demostraron que Venezuela es actualmente el país más violento del mundo (sin un conflicto bélico) debido a que el país presenta una tasa de homicidios de 81,4 por cada 100.000 habitantes, con un total de 23.047 personas asesinadas durante el año 2018, esto sumado a que la capital Caracas es considerada como la ciudad más peligrosa del mundo, con una tasa de homicidios de 89 homicidios por cada 100.000 habitantes, la más alta del mundo.
De acuerdo con las Naciones Unidas, el gobierno venezolano tiene un déficit de 20.000 policías judiciales. Para el año 2021, Venezuela lleva 4 años de disminución continua en su tasa de muertes violentas de acuerdo a las cifras de la ONG Observatorio Venezolano de la Violencia (OVV), disminuyendo el total de muertes violentas a 11.081 y su tasa de homicidios a 40,9 por cada 100.000 habitantes.

## Narcotráfico
Venezuela es un país de importancia para las rutas de tráfico de drogas; la cocaína colombiana y otras drogas ilegales transitan por Venezuela hacia Estados Unidos y Europa. Venezuela ocupa el cuarto lugar del mundo en la cantidad de incautaciones de cocaína, después de Colombia, Estados Unidos, y Panamá. En 2007, autoridades en Colombia afirmaron que a través de los ordenadores portátiles que habían incautado en una incursión contra Raúl Reyes, encontraron documentos que supuestamente muestran que Hugo Chávez ofreció pagos de hasta $ 300 millones de dólares a las FARC. De acuerdo con Interpol, los archivos encontrados por las fuerzas colombianas fueron considerados como auténticos.
Análisis independientes de los documentos por varios académicos estadounidenses y periodistas han cuestionado las interpretaciones colombianas de los documentos, acusando al gobierno colombiano de exagerar sus contenidos. De acuerdo con Greg Palast, la afirmación sobre los 300 millones de dólares de Chávez se basa en lo siguiente frase: " Con relación a 300, que en adelante llamaremos ossierya hay gestiones adelantadas por instrucciones del jefe del cojo, las cuales comentaré en nota aparte. Al jefe lo llamaremos Ángel, y al cojo Ernesto." Palast sugiere que el "300" es supuestamente una referencia a "300 prisioneros" (el número que participan en un intercambio de prisioneros de las FARC) y no "300 millones".
En 2008, el Departamento del Tesoro de Estados Unidos acusó a dos altos funcionarios del gobierno venezolano y un exfuncionario, de la prestación de asistencia material para las operaciones de tráfico de drogas llevadas a cabo por el grupo guerrillero FARC en Colombia. En ese mismo año, el Secretario General de la Organización de los Estados Americanos, José Miguel Insulza, testificó ante el Congreso de Estados Unidos que "no hay evidencias [sic]" de que Venezuela estuviera apoyando a "grupos terroristas", incluyendo a las FARC.
En marzo de 2012, la Asamblea Nacional de Venezuela retiró al juez del Tribunal Supremo Eladio Aponte Aponte de su cargo después de que una investigación revelara presuntos vínculos con el narcotráfico; el día en el que iba a ser juzgado Aponte Aponte huyó del país, y ha buscado refugio en los Estados Unidos, donde empezó a colaborar con la Administración de Control de Drogas (DEA) y el Departamento de Justicia. Aponte comenta que, mientras se desempeñaba como juez, se vio obligado  a absolver a un comandante del ejército que tenía conexiones con un cargamento de 2 toneladas métricas de cocaína. Aponte también afirmó que Henry Rangel, exministro de Defensa de Venezuela y el general Clíver Alcalá Cordones estaban del mismo modo involucrados con el tráfico de drogas en Venezuela. Oficiales venezolanos también habrían estado trabajando con carteles de drogas mexicanos.
En septiembre de 2013, un incidente con oficiales de la Guardia Nacional de Venezuela colocando 31 maletas que contenían 1,3 toneladas de cocaína en un vuelo a París de AirFrance sorprendió a las autoridades francesas. El 15 de febrero de 2014, un comandante de la Guardia fue detenido mientras se dirigía a Valencia con su familia y fue arrestado por posesión de 554 kilos de cocaína.

## Crímenes violentos y asesinatos

"Zonas de paz" en rojo, ofrecidas por el gobierno a bandas delictivas

Venezuela se encuentra actualmente entre los países con tasas de homicidios más altas del mundo. De acuerdo con Gareth A. Jones y Dennis Rodgers en su libro violencia juvenil en América Latina: Una perspectiva de pandillas y justicia de menores, la tasa de homicidios de acuerdo a cifras de PROVEA en 1990 fue de 13 por 100.000 y aumentó a 25 por 100.000 en 1999. Jones y Rodgers continúan afirmando que "con el cambio de régimen político en 1999 y el inicio de la Revolución bolivariana, comenzó un período de transformación y conflicto político, marcada por un nuevo aumento en el número y tasa de muertes violentas" que muestran que en cuatro años, el índice de asesinatos había aumentado a 44 por 100.000. Lo más preocupante del asunto es que reina la incertidumbre y la misma oposición ha dicho que algunos sectores de esta han alterado las cifras extraoficiales de homicidios. El investigador Dorothy Kronick de Caracas Chronicles señaló que según otras estadísticas y después de consultar con varios colegas en universidades venezolanas, en Caracas Chronicles estimaron que la tasa de muertes violentas para 2015 era de 70 por cada 100.000 habitantes, señalando para buscar cifras recientes sobre la violencia en Venezuela no se tiene otra opción que confiar en los estimados y que por ejemplo la cifra del Observatorio Venezolano de Violencia es mucho más alta. El Observatorio respondió al artículo de Kronick en Prodavinci, donde el investigador publicó la versión en castellano.
Recientemente, la tasa de homicidios en Venezuela es objeto de controversia desde que el gobierno venezolano ha negado el acceso legal a las estadísticas de homicidios oficiales. De acuerdo con el gobierno de Venezuela, la tasa de homicidios en 2013 se redujo de 50 a 39 por 100.000. Sin embargo la Fiscal General Luisa Ortega Díaz declaró a Naciones Unidas que la tasa de 2014 fue de 62 por 100.000, casi el doble de lo publicado para 2013. Una organización no gubernamental conocida como el Observatorio Venezolano de Violencia (OVV), que recoge los datos de criminalidad de siete diferentes universidades en todo el país, también proporciona datos de las tasas de homicidios en el país. El OVV coloca la tasa de homicidios para ese año (2013) en aproximadamente 79 por cada 100.000 y la tasa de homicidios en la capital Caracas a 122 por cada 100.000 habitantes. En 2014, los datos de frecuencia de asesinatos del OVV mostraron un aumento de la tasa hasta llegar a 82 por 100.000.
En 2010, Simón Romero, del New York Times utilizó datos proporcionados por OVV y el grupo Iraq Body Count argumentando que el número de muertos de Venezuela de la década anterior era similar a la cantidad de muertes en la de la guerra de Irak y en ciertos períodos, inclusive habían ocurrido más muertes de civiles. La metodología usada por el OVV ha sido objeto de escrutinio por el candidato a Ph.D de Stanford, Dorothy Kronick, y algunos analistas comentan que el grupo Iraq Body Count ofrece "una medida inexacta de la magnitud" de la cifra real de muertos en Irak. La Organización Mundial de la Salud, por ejemplo, estima que el número de muertes en Irak es tres veces superior a las cifras proporcionadas por el Iraq Body Count. Sin embargo, el New York Times afirma que según informes de prensa, los datos suministrados por grupos de derechos humanos, como las estadísticas del OVV, en realidad podrían estar usando un número inferior al real de asesinados en Venezuela.
Según la organización venezolana no gubernamental Provea, a diferencia de otras ONG, el gobierno venezolano no suministra datos de homicidios que incluyen homicidios en enfrentamientos o relacionados con actividad policial en sus estadísticas de homicidios. Cifras de PROVEA recogidas en el Informe Global de Homicidios 2014, de la ONU, coloca la tasa de homicidios en Venezuela en 53,7 asesinatos por cada 100.000 habitantes en 2012, cercana a la estimación del gobierno venezolano para ese período, sin embargo, a pesar de ello, sigue siendo la segunda tasa de homicidios más alta del mundo en tiempos de paz, después de Honduras (estimada en 90,4).

### Otros datos de homicidios

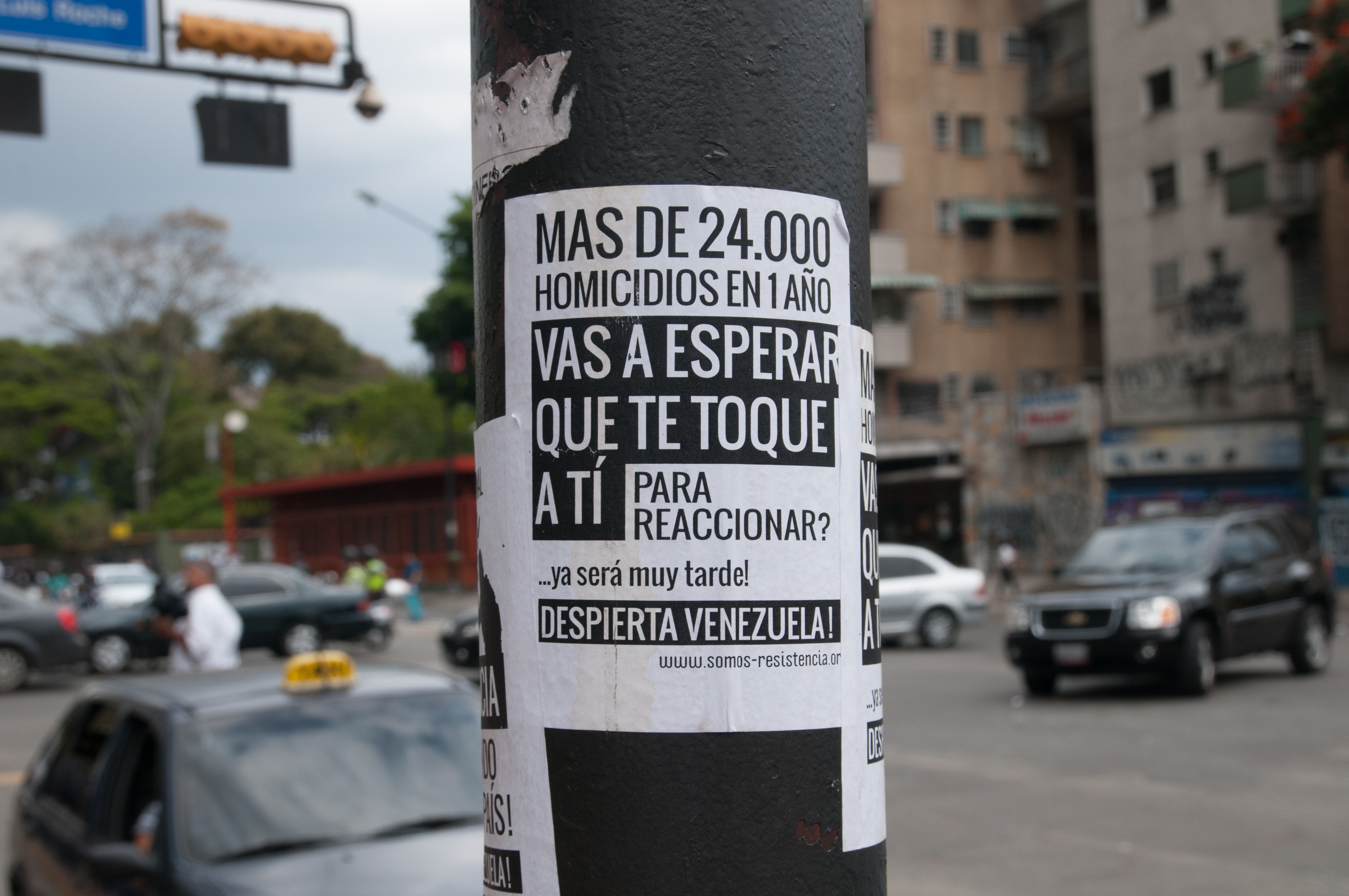
Pancarta en protesta al crimen en Venezuela.

Según Sanjuan, el 95% de las víctimas de homicidios en Venezuela son hombres con un 69% de ellos entre las edades de 15 y 34 años. En 2000, la tasa de homicidios para hombres jóvenes fue de 225 por 100.000. Los datos de Sanjuan en 2000 muestra que en la ciudad capital de Caracas, el 92% de los homicidios son consecuencia del uso de armas de fuego y que el 83% de las víctimas de homicidio murió cerca de sus hogares, el 55% en altercados públicos y el 55% ocurrió en fin de semana. El último informe de la Unicef en 2014 titulado Ocultos a plena vista, señaló que en Venezuela, junto con otros países de América Latina, la principal causa de muerte entre los varones entre 10 y 19 es el asesinato.

### Medios de disuasión del gobierno venezolano
En 2009 hubo informaciones de que las autoridades venezolanas habrían asignado policía judicial en las morgues de la zona de Caracas para hablar con los familiares de las víctimas. La policía tendría la misión de "asesorar" a las familias para no hablar o reportar el asesinato de su familiar a los medios de comunicación a cambio de obtener el cuerpo de la víctima en un proceso de entrega acelerado. También se informó que la policía intercepta a los familiares de las víctimas y los llevan a la biblioteca del Instituto Universitario de la Policía Científica (IUPOLC) donde las autoridades ofrecen a las familias formas de "agilizar los procedimientos y asesoría para no dar información a la prensa a cambio de su colaboración". Los encubrimientos de las muertes sucedieron luego de que el diario El Nacional publicara en su portada una noticia mostrando una gran cantidad de cadáveres dispersos en una morgue en Venezuela.

### Linchamientos populares
Debido al clima de creciente violencia en el país empezó a aumentar un fenómeno poco común hasta ese momento, desde 2015 se empezaron a dar una serie de linchamientos populares a delincuentes comunes debido a la aparente ineficacia de las fuerzas de seguridad del estado para combatirlos, en 2016 dichos linchamientos se incrementaron en un 650% respecto al año anterior. Dichos episodios muchas veces tuvieran trágicas consecuencias cuando las turbas confundían a civiles inocentes con delincuentes, como paso con el linchamiento del chef Roberto Fuentes Bernal. Tan solo en enero de 2017 en Caracas 64 presuntos delincuentes habían sido linchados.

## Corrupción
La corrupción en Venezuela es alta en relación a los estándares mundiales, y fue así durante la mayor parte del siglo XX. La explotación petrolera ha empeorado la corrupción política; en la década de 1970, la descripción que hace Juan Pablo Pérez Alfonso del petróleo como "excremento del diablo" se había convertido en una expresión común en Venezuela. Venezuela ha sido clasificado como uno de los países más corruptos en las Percepciones de Índice Corrupción desde que la encuesta comenzó en 1995. El ranking 2010 coloca a Venezuela en el número 164, de los 178 países clasificados.
Según diversas fuentes, la corrupción venezolana incluye la corrupción generalizada en la policía. Muchas de las víctimas tienen miedo de denunciar delitos a la policía debido a que muchos funcionarios están involucrados en la delincuencia y pueden traer aún más daño a las víctimas. Un estudio proporcionado por Gallup en 2013, muestra que sólo el 26% de los venezolanos confían en su policía. Human Rights Watch afirma que la "policía comete uno de cada cinco delitos" y que miles de personas han sido asesinadas por agentes de policía que actúan con impunidad (sólo el 3% de los oficiales han sido sentenciados en las acusaciones formales realizadas en su contra). El cuerpo de la Policía Metropolitana de Caracas era tan corrupto que se disolvió y se vio involucrado en muchos de los 17.000 secuestros de ese año. Medium comenta que la policía venezolana es "vista como brutal y corrupta, es más probable que te robe en vez de que te ayude".

## Secuestros

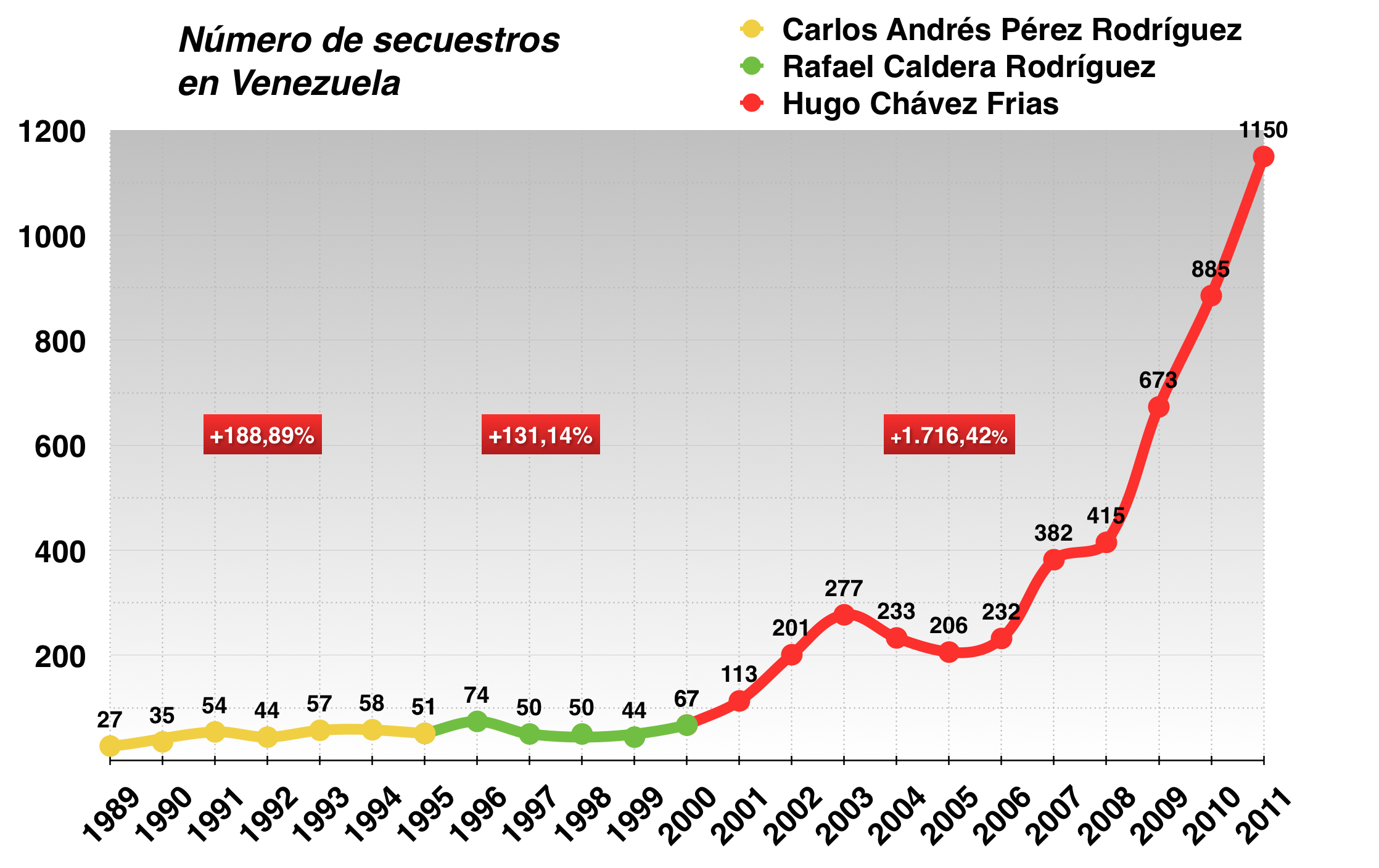
Número de secuestros en Venezuela 1989 - 2011.
Fuente: CICPC
- Secuestros Express no están incluidos en los datos

El periodista inglés James Brabazon, declaró que "los delitos de secuestro se habían disparado... desde la llegada al poder del fallecido presidente de Venezuela; Hugo Chávez liberó a miles de presos violentos como parte de las reformas controvertidas del sistema de justicia penal", sumándose al crimen organizado colombiano que hace incursiones en territorio venezolano. Brabazon, explicó además que los delincuentes consideraron que al gobierno venezolano no le importaban los problemas de las clases sociales más altas, lo que les dio a los criminales una sensación de impunidad que convirtió el secuestro en un gran negocio. Tanto ricos como pobres son víctimas del secuestro, inclusive los criminales tienen miedo a ser secuestrados por bandas enemigas más poderosas.
En datos del gobierno sobre secuestros, filtrados del INE para el año 2009, el número de secuestros se encontraban en una estimación de 16.917 al año, lo que contrasta con el número de secuestros contados por el CICPC de sólo 673, antes de que el gobierno venezolano bloqueara los datos. Según el informe filtrado del INE, 1.332 investigaciones de secuestros se abrieron, sólo alrededor del 7% del total de casos de secuestro, con el 90,4% de los secuestros ocurridos en zonas rurales alejadas, siendo el 80% de todos los casos secuestros express, teniendo como principal víctima más común a menores de edad y hombres de mediana edad de clase media.
En 2011, las estadísticas del gobierno venezolano informaron de un promedio de dos secuestros por día, mientras que otras estimaciones mostraron 50 secuestros por día. De acuerdo con un artículo de la BBC, 4 de cada 5 secuestros son secuestros express que no están incluidos en las estadísticas gubernamentales. El artículo también explica el problema de la participación de la policía en los secuestros. El gobierno venezolano admite que el 20% de los delitos involucran a autoridades. Informes crimininológicos de la firma de abogados y expertos en criminología Mármol García, indican que el 90% de los secuestros no son reportados en Venezuela. En 2013, la firma consultora clasifica a Venezuela como quinto en el mundo por número de secuestros, sólo detrás de México, India, Nigeria y Pakistán. El informe indicó que el 33% de los secuestros se produjo en la ciudad capital de Caracas y que cientos de secuestros ocurren todos los años. News.com.au define a la capital de Venezuela como "la capital del secuestro del mundo" en 2013, y señaló que Venezuela tenía la tasa más alta de secuestro en el mundo y que, de media, cada día del año 5 personas fueron secuestradas y hubo un rescate.
Secuestros falsos o "virtuales" también se utilizan en Venezuela. Los criminales cortan el acceso a algún miembro de la familia y luego dicen a ésta que ha sido secuestrado, exigiendo un rescate sin llegar a efectuar el secuestro del individuo. En las cárceles de Venezuela, los reclusos utilizarán estrategias de "telemarketing", creando temor en las personas para que paguen ante la sola amenaza de ser secuestrados.

### Autoridades involucradas en secuestros
Muchos secuestros no son reportados a la policía en Venezuela, debido a la desconfianza por parte de las víctimas. De acuerdo con Anthony Daquin, exasesor del Ministro del Interior y Justicia de Venezuela, "La Dirección de Contrainteligencia Militar y SEBIN (Servicio Bolivariano de Inteligencia Nacional) operan utilizando bandas de secuestro y extorsión". Según algunos expertos, los secuestros y torturas por parte de la Dirección de Contrainteligencia Militar aumentaron durante los 8 años del mandato de Hugo Carvajal.

### Lucha contra el secuestro
Según Brabazon, empresas, familias y amigos reúnen dinero y lo apartan para ser utilizado para pagar rescates en caso de secuestros. Algunos venezolanos ricos invierten en vehículos blindados y guardaespaldas, mientras que la clase media venezolana cambia las rutas para ir o venir del trabajo, nunca usan joyas en público y nunca viajan a pie solos. Dado que la policía no es de fiar para los venezolanos, los secuestros, por lo general, no se informan y por ende no pueden ser combatidos por las autoridades.

## Trata de personas
De acuerdo con el Departamento de Estado de Estados Unidos, en su informe Trata de Personas en Venezuela 2014, comenta que "Venezuela es un país de tránsito, destino y origen de hombres, mujeres y niños víctimas de la trata sexual y trabajo forzado". El Departamento de Estado también señala que el "Gobierno de Venezuela no cumple plenamente con los estándares mínimos para la eliminación de la trata", explicando que las autoridades venezolanas no posee funcionarios capacitados para tratar el tráfico, además el gobierno venezolano "no documentó públicamente los avances en los procesos y condenas de delincuentes o en la identificación y asistencia a las víctimas del tráfico". Debido a que el gobierno venezolano no cumple con las normas de detener la trata de personas, el Departamento de Estado colocó a Venezuela en su lista "negra" como país de Nivel 3, que abre la posibilidad de que Venezuela sea sancionada.

## Visitantes extranjeros
Venezuela es un país especialmente peligroso para viajeros e inversionistas extranjeros que desean visitarlo.[cita requerida] Esto es debido a los problemas económicos de Venezuela.[cita requerida] El Departamento de Estado de Estados Unidos y el Gobierno de Canadá han advertido a los visitantes extranjeros que pueden ser objeto de robo a mano armada, secuestro y asesinato en Venezuela. La mayoría de los turistas que mueren asesinados es a causa de un robo violento, ya que los criminales no discriminan entre sus víctimas. En 2014 la ex ganadora de Miss Venezuela 2004 Mónica Spear y su esposo fueron asesinados frente a su hija de 5 años, quien resultó herida de un disparo, durante una visita a Venezuela, un evento que conmocionó a todo el país. Un turista alemán de la tercera edad fue asesinado sólo unas semanas más tarde en Nueva Esparta.

## Prevención del crimen

### Prisiones
En el Informe Mundial 2014 de Human Rights Watch, la organización afirmó que "las cárceles venezolanas se encuentran entre las más violentas de América Latina". En el informe se expone: "la escasa seguridad, el deterioro de la infraestructura, hacinamiento, insuficientes guardias y mal entrenados, además, la corrupción carcelaria usa bandas armadas para controlar eficazmente las cárceles". También se mencionó que cientos de muertes violentas ocurren en las cárceles venezolanas cada año. En 2014, la ONU denomina el estado en el que se encuentra el sistema penitenciario venezolano como "una tragedia".

#### Falta de autoridad estatal
En las cárceles de Venezuela, existen informes de que hay presidiarios que tienen fácil acceso a armas de fuego, drogas y alcohol. De acuerdo con Alessio Bruni del Comité de las Naciones Unidas contra la Tortura "un problema típico del sistema penitenciario en Venezuela es la violencia armada, practicada libremente dentro de las prisiones, causando cientos y cientos de personas muertas cada año", según el comité de la ONU, se alertó por los informes que muestran que entre 2004 y 2014, 4.791 reclusos murieron y 9.931 resultaron heridos.
Carlos Nieto, director de la Ventana a la Libertad, alega que los jefes de las pandillas adquieren armas militares del propio estado, "ellos tienen los tipos de armas que sólo se pueden obtener de las fuerzas armadas del país....nadie más tiene ese tipo de armas". El uso de Internet y los teléfonos móviles son también comunes, por lo que los delincuentes pueden participar desde la cárcel en la delincuencia del exterior. Un preso explicó: "Si hay un lío entre guardias y nosotros, les disparamos", también comentó que había "visto a un hombre a quién le habían decapitado para jugar fútbol con su cabeza".
En un documental de Journeyman Pictures titulado Venezuela - Prison Party, un reportero visita la cárcel de San Antonio en la isla de Margarita. La prisión se describe como un "paraíso", con piscinas, bares, un ring de boxeo y muchas otras comodidades para cualquier visitante de los presos, que pueden permanecer la noche en la cárcel por un máximo de hasta tres días a la semana. La prisión de San Antonio está controlada por El Conejo, un poderoso traficante de drogas encarcelado quien ha creado su propia patrulla dentro de la prisión. En una entrevista con la ministra de prisiones Iris Varela, la ministra explicó que todas las prisiones estaban bajo su control y que no había anarquía. Varela también era conocida por estar al tanto de la actividad de El Conejo, como mostró el crítico Carlos Nieto al reportero mediante una foto de Varela con El Conejo y su mamá. El profesor Neelie Pérez de la Universidad de Caracas, explicó cuan difícil es para el gobierno controlar las cárceles sin recurrir a la violencia, y que, por lo tanto, recurre al reconocimiento y legitimación de prisioneros de alto rango en las prisiones, para ejercer como jefes con la denominación de Pranes. Pérez también afirma que hay indicios de que el crimen se organiza desde dentro de estas prisiones.
Edgardo Lander, sociólogo y profesor de la Universidad Central de Venezuela, doctor en sociología por la Universidad de Harvard, explicó que las cárceles venezolanas son "prácticamente una escuela para delincuentes", ya que los jóvenes reclusos salen "más formados y fortalecidos en la industria del crimen que cuando entraron". También explicó que las prisiones son controladas por pandillas y que "muy poco se ha hecho" para evitar este problema.

#### El Coliseo
En las cárceles venezolanas, los internos participan en torneos de gladiadores para resolver disputas. En 2011, la Comisión Interamericana de Derechos Humanos de la Organización de los Estados Americanos, denunció la práctica de El Coliseo, comentando que "La Comisión reitera al Estado la necesidad de tomar medidas inmediatas y eficaces para prevenir que este tipo de incidentes vuelvan a ocurrir" después de que 2 reclusos murieran y 54 más resultaran heridos como resultado de estas prácticas. Sin embargo, un año después, un "coliseo" en la cárcel de Uribana dejó 2 muertos y 128 heridos. Los heridos tuvieron que ser asistidos por una iglesia de la zona.

#### Condiciones de hacinamiento
Según Alessio Bruni, del Comité de las Naciones Unidas contra la Tortura, de promedio, la ocupación de las cárceles venezolanas es del 231% de su capacidad. Bruni señaló como ejemplo la cárcel de Tocorón en Venezuela, la cual cuenta con 7.000 reclusos a pesar de que la capacidad para la que fue diseñada es de solo 750. Diferentes grupos de derechos venezolanos informan que las 34 cárceles de Venezuela tienen 50.000 personas, sin embargo, se supone que deberían contener solamente cerca de un tercio de esa cantidad. En 2012, La Planta, una prisión construida en 1964 con una capacidad de 350 reclusos, contenía cerca de 2.500 reclusos, muchos poseedores de armas de grueso calibre.

### Iniciativas del Estado para la prevención del delito
Durante la presidencia de Hugo Chávez fueron creados más de 20 programas con el objetivo de intentar disuadir a la delincuencia; sin embargo, la inseguridad continuó aumentando tras su aplicación. El sucesor de Chávez, Nicolás Maduro, también inició diferentes programas de lucha contra la delincuencia.[cita requerida]

#### Ley contra el Secuestro y la Extorsión
En 2008, la Asamblea Nacional aprobó la Ley contra el Secuestro y la Extorsión, una ley que pena con un máximo de 30 años de prisión para hacer frente a una situación de alarma social por el aumento de estos delitos que hasta el momento no había sido atacada con una ley específica. A pesar de la introducción de la nueva ley, la mayoría de los casos no se resuelven y sólo recibió la atención del gobierno venezolano en casos de especial transcendencia.

#### Plan Patria Segura
El 13 de mayo de 2013, el presidente Nicolás Maduro inició el Plan Patria Segura, comentando en cadena nacional "hemos decidido luchar para construir una patria segura". El plan, creado por Miguel Rodríguez Torres, incluyó el despliegue de 37.000 efectivos en todo el país. El objetivo del Plan Patria Segura era desarmar, prevenir el crimen organizado y contra las drogas. Los medios implantados para llevar a cabo estas tareas fueron: vigilancia, control de documentos, puestos de verificación y asesoramiento a las comunidades. Algunos han criticado el Plan Patria Segura llamándolo un fracaso, debido a que el crimen siguió aumentando tras su aplicación. Días después de la sustitución del creador del plan Miguel Rodríguez Torres por Carmen Meléndez como Ministro del Poder Popular para el Interior, Justicia y Paz, Meléndez anunció que el gobierno venezolano lanzaría el Plan Patria Segura por segunda vez.

#### Plan Desarme
En un informe de 2013, se reportó que Venezuela era una de las zonas con más armas del mundo, con un arma de fuego por cada dos ciudadanos. El 22 de septiembre de 2014, el Presidente Maduro anunció que su gobierno invertiría $47 millones para la creación de 60 nuevos centros de desarme, y $39 millones para financiar un plan bajo el cual los efectivos de la guardia nacional patrullarán los barrios más peligrosos. En un episodio del programa de televisión Cabo Vadillo, sobre la delincuencia en Caracas, se afirma que para el momento de la grabación en 2014, había más de 5 millones de armas de fuego ilegales en una ciudad de cerca de 5 millones de personas. Agrupaciones de Colectivos declararon al gobierno de Venezuela que no iban a participar en el plan de desarme, afirmando que eran grupos involucrados con la Revolución bolivariana y que en su lugar, el gobierno debería centrarse en las bandas criminales.